# Gosingkopf
Der Gosingkopf ist ein 2721 m ü. A. hoher Berg in der Lasörlinggruppe im Bezirk Lienz (Osttirol).

## Lage
Der Gosingkopf liegt an der Gemeindegrenze zwischen Virgen im Norden und St. Veit in Defereggen im Süden. Der unbedeutende Berggipfel befindet sich im Ostbereich der Lasörlinggruppe am Verbindungsgrat zwischen dem Wohl (2772 m ü. A.) im Südwesten und dem Gritzer Riegel (2736 m ü. A.) im Osten, von dem der Gosingkopf durch das Mullitztörl (2680 m ü. A.) getrennt ist. Vom Gosingkopf verläuft nach Norden ein Grat zur Merschenhöhe (2499 m ü. A.), von der der Gosingkopf durch den Gumpensattel getrennt ist. Nordöstlich des Gosingkops befindet sich die Gumpenlacke und die Lasörlinghütte, an der südöstlichen Flanke entspringt der Gritzer Almbach. 

## Aufstiegsmöglichkeiten
Der Normalweg auf den selten begangenen Gosingkopf führt vom Mullitztörl in einem Linksbogen über einen Blockkamm zum Gipfel. 